# 동의나물
동의나물(Caltha palustris, marsh-marigold 또는 kingcup)은 미나리아재비과에 속하는 여러해살이풀이다. 한국의 산지 안에 위치한 습지에서 성장하며 지리산 정상에는 넓은 동의나물 군락지가 있다.

## 특징
동의나물의 뿌리는 희고 수염처럼 생겼다. 뿌리에서 돋는 잎이 뿌리 주변에 모여나는데, 둥근 심장형 또는 콩팥형이다. 길이와 너비가 각각 5-10cm정도이고, 가장자리는 둔한 톱니가 있거나 밋밋하다. 꽃은 지름이 2cm정도이며 꽃잎은 없다. 꽃대는 5-13cm로 자라고, 달걀형을 띤 타원 꽃받침이 꽃잎과 같아 보인다. 수술은 많고 자방은 1-8개로 좁고 길다. 샛노란 꽃이 보통 4~5월에 피는데, 줄기 끝에 두 깨쯤 달린다. 꽃이 진 후 1cm 정도의 열매 속에 씨가 4-16개 맺힌다. 

문제는 이 식물의 경우 나물이라는 이름과 달리 독이 있어 주의해야 한다.

## 이름
둥근 잎을 깔때기 모양으로 말아, 주변 습지에서 물을 떠올려 목을 축일 수 있는 작은 동이를 만들 수 있다는 뜻에서 동이나물이라고 부른다고도 한다.

## 용도
습한 곳을 좋아하기 때문에 화분에 심어 물속에 담가 키우면 실내장식에 유용하게 활용할 수 있다. 샛노란 꽃이 아름다울 뿐 아니라, 꽃이 진 후에도 잎 모양이 예뻐 관상가치가 있다. 한방에서는 뿌리를 포함한 모든 부위를 약재로 이용한다. 가래가 끓거나 몸살기가 있을 때, 머리가 어지럽거나 상한 음식을 먹었을 때 치료제로 쓰인다. 골절상에는 뿌리를 찧어 붙이고, 치질에는 달인 물을 복용한다.